# Francesco Cirio

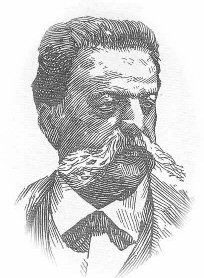
Francesco Cirio

Francesco Cirio (* 25. Dezember 1836 in Nizza Monferrato, Piemont; † 9. Januar 1900 in Rom) war ein italienischer Unternehmer, der 1856 die Konservenfirma Cirio gründete.

## Leben
Francesco Cirio wurde als Sohn des Lebensmittelhändlers und ehemaligen Getreidehändlers Giuseppe Cirio und dessen Frau Luigia Berta in Nizza Monferrato geboren.
Anfang 1850 ließ sich Francesco Cirio in Turin nieder.
Von 1855 bis 1856 verkehrte er als Exporthändler zwischen Spoleto und Paris.
Als er Ende 1856 nach Turin zurückkehrte richtete er sich von seinen geringen Ersparnissen einen Raum zur Konservierung von Erbsen ein. Dies gilt als einer der frühen Versuche zur Lebensmittelkonservierung in Italien und wird als erste industrielle Konservenfabrik Italiens gewertet.
Die erzielten Erfolge veranlassten Cirio, seine Produktion in besser geeigneten Räumlichkeiten auszubauen und ein Geschäft zum Verkauf seiner Konserven sowie frischen Obsts und Gemüse zu eröffnen.
1867 gewann er auf der Weltausstellung in Paris eine Auszeichnung für ein von ihm erfundenes Verfahren zum Salzen von Fleisch.
In den nachfolgenden Jahren baute er seine Konservenproduktion immer weiter aus und etablierte Vertriebswege in diverse europäische Länder.
Später betrieb er in mehreren europäischen Großstädten, wie zum Beispiel Brüssel und Berlin, Restaurants.

## Trivia

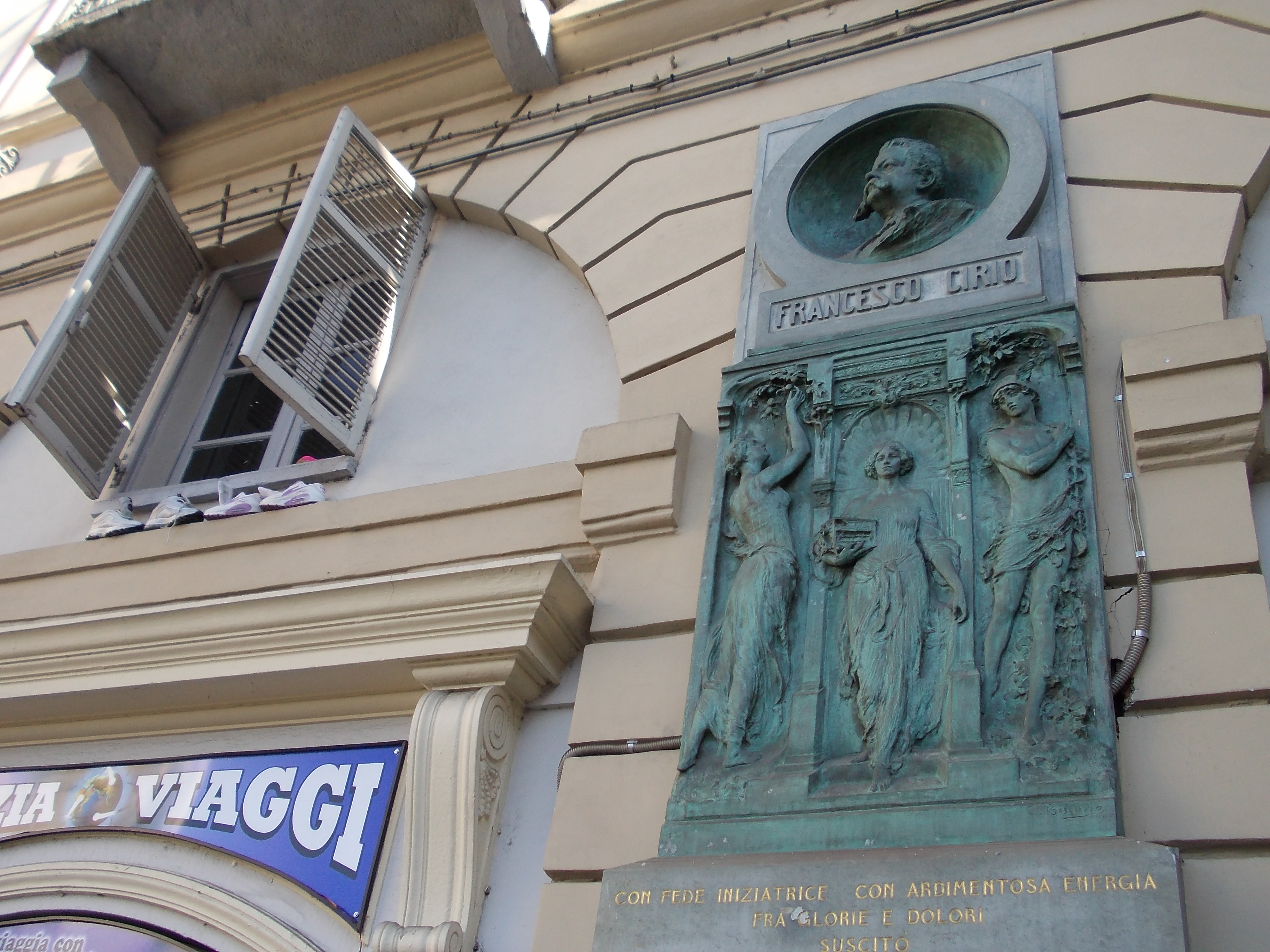
Denkmal Cirios an der Piazza della Repubblica in Turin

In Cirios Geburtsort Nizza Monferrato wurde ein Museum über seine Person eingerichtet.
In Turin existiert ihm zu Ehren ein Denkmal an der Piazza della Repubblica.